# Teatro Romano
Teatro Romano är en fornlämning i Spanien.   Den ligger i provinsen Provincia de Málaga och regionen Andalusien, i den södra delen av landet, 400 km söder om huvudstaden Madrid. Teatro Romano ligger 27 meter över havet.
Terrängen runt Teatro Romano är kuperad norrut, men åt sydväst är den platt. Havet är nära Teatro Romano åt sydost.  Närmaste större samhälle är Málaga, 0,34 km väster om Teatro Romano. 